# Stenocephalemys griseicauda
Stenocephalemys griseicauda  (Petter, 1972) è un roditore della famiglia dei Muridi endemico dell'Etiopia.

## Descrizione

### Dimensioni
Roditore di medie dimensioni, con la lunghezza della testa e del corpo tra 130 e 175 mm, la lunghezza della coda tra 105 e 160 mm, la lunghezza del piede tra 25 e 33 mm, la lunghezza delle orecchie tra 20 e 30 mm e un peso fino a 136 g.

### Aspetto
La pelliccia è lunga, densa e lanosa. Le parti superiori variano dal brunastro al bruno-sabbia, più scure lungo la spina dorsale, cosparsa di lunghi peli neri, i fianchi sono più chiari mentre le parti ventrali sono bianco-grigiastre. La base dei peli è ovunque grigia. Sono presenti degli anelli più scuri intorno agli occhi. Le orecchie sono grandi e grigiastre e leggermente ricoperte di peli. Le zampe sono ricoperte di piccoli peli biancastri. La coda è lunga circa quanto la testa ed il corpo ed è uniformemente grigia. Il cariotipo è 2n=54 NF=58.

## Biologia

### Comportamento
È una specie terricola e notturna.

### Alimentazione
Si nutre probabilmente di granaglie e parti vegetali.

### Riproduzione
Femmine gravide sono state osservate prima, durante e dopo la stagione delle piogge tra maggio e dicembre ma non in quella più secca, tra gennaio ed aprile. Esemplari molto giovani con un peso inferiore a 40 g sono stati osservati principalmente tra settembre e dicembre.

## Distribuzione e habitat
Questa specie è endemica degli altopiani etiopi, su entrambi i versanti della Rift Valley.
Vive nei prati d'altura e nelle boscaglie con prevalenza di Erica tra 2.400 e 3.900 metri di altitudine.

## Conservazione
La IUCN Red List, considerato il vasto areale e la popolazione numerosa, classifica S.griseicauda come specie a rischio minimo (Least Concern).